# Oorpiercing
Een oorpiercing (gaatje) is een piercing in de oorschelp. Met behulp van een naald wordt er een gaatje in de rand van de oorschelp gemaakt. Als dat gebeurd is, wordt het sieraad door het oor heen gestoken.
Er zijn verschillende soorten oorpiercings. De bekendste is een gaatje in de oorlel waaraan een oorbel kan worden gehangen. De traguspiercing en de industrial worden beide geplaatst in het kraakbeen en worden daarom niet met een schietpistool geschoten. Gaatjes kunnen ook opgerekt worden.